# 汪燮卿
汪燮卿（1933年2月—），浙江龙游人，石油加工专家，中国工程院院士。

## 履历[1]
- 1951年，考入清华大学，后转入北京石油学院。
- 1955年，从北京石油学院毕业。
- 1956年，赴民主德国麦塞堡化工学院留学，获博士学位。
- 1995年，当选中国工程院院士。